# Novo mesto
Novo mesto (IPA: [ˈnɔːvɔ ˈmeːstɔ], jelentése magyarul Újhely vagy Újváros, régi szlovén nevén Rudolfovo IPA: [ˈruːdɔufɔvɔ], németül Rudolfswerth IPA: [ˈʁuːdɔlfsvɛʁt] ill. Neustadtl IPA: [ˈnɔøʃtat]) város Szlovéniában és egyben a Novo mesto városi község nevű alapfokú közigazgatási egység székhelye. A Novo mestó-i egyházmegye püspöki székvárosa. Lakosainak száma 24 183 fő (2020. január 1.).

## Fekvése
A Krka folyó partján található.

## Története
Keleti kelta tárgyakat találtak a város területén: maszkokat, bronz övlemezeket.
A mai várost 1365. április 7-én alapították Rudolfswert (szlovénul Rudolfovo) néven. Nevét alapítójáról, Habsburg IV. Rudolf osztrák hercegről kapta. Mai nevét hivatalosan az első világháború vége és Ausztria-Magyarország szétszabdalása után kapta – bár informálisan már korábban is használták.
A második világháborúban sokszor bombázták a várost.

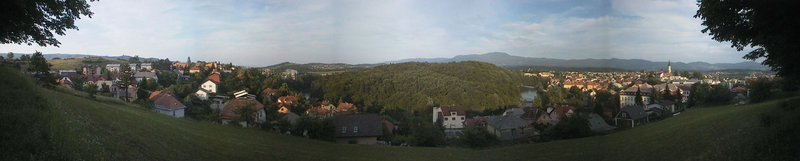
Novo mestoi panoráma

## Népesség
| Lakosok száma | 6645 | 7526 | 9873 | 19 741 | 22 333 | 22 415 | 23 341 | 23 317 | 23 335 | 24 183 |
|               | 1948 | 1953 | 1961 | 1981   | 1991   | 2002   | 2011   | 2015   | 2018   | 2020   |

## Látnivalók
- A város megerősített kastélya a Grad Grm, és Otočec, egy 13. századi vár a közelben van. A Kapiteljska cerkev sv. Miklavža katolikus templom az 1300-as években épült.
- Ferences templom, neogótikus épület.
- Vár
- Főtér
- Nemzeti ház
- Kandija híd

## Gazdasága
- Revoz gyár, a Renault autó-összeszerelő üzeme.
- A városban működik a Krka d. d. gyógyszergyár.
- Dolenjske Toplice, Šmarješke Toplice gyógyfürdők a közelben vannak.
- A helyi újságok a Dolenski List (hetilap) és a Profit (havilap).
- Vaš Kanal tévécsatorna a környéken fogható.
- Sniff Nemzetközi rövidfilmfesztivált szerveznek júniusban.
- Rock Otočec nyári zenei fesztivál.

## Sport
- 1998-ban itt rendezték a triatloncsapat Európa-bajnokságát.
- Sikeres kosárlabda-csapata a Krka Novo mesto.